# 安妮·迪拉德
安妮·迪拉德（1945年4月30日—） 是一位美国作家，她出版过诗歌、散文和文学评论作品以及两部小说和一本回忆录。她於1974年出版的《汀克溪的朝圣者》一书赢得了1975年普立茲非小說獎。1980年，迪拉德在米德尔敦的維思大學英语系任教。